# Herzog-Rudolf-Straße
Die Herzog-Rudolf-Straße in München liegt in der Altstadt und verläuft von der  Maximilianstraße in nordöstlicher Richtung bis zum Karl-Scharnagl-Ring, einem Teil des Altstadtrings.

## Geschichte
Die Herzog-Rudolf-Straße ist eine durch große Umstrukturierungsmaßnahmen 1964 im Zusammenhang mit der Erweiterung des Altstadtrings inzwischen stark auf ca. 125 m verkürzte Straße. Die Straße war ehemals die Kanalstraße, die mit einer Länge von ca. 950 m, von der Herrnstraße bis zur Prinzregentenstraße reichte. 1881 wurde sie zu Ehren des Herzogs Rudolf I., dem Stammler,  Bruder des Herzogs Ludwig dem Bayern, benannt. Ihr Verlauf entsprach dem Graben an der Außenseite der vormaligen Wallbefestigung aus der ersten Hälfte des 17. Jahrhunderts. Der Graben führte nicht ständig Wasser, konnte aber durch die inneren Stadtbäche geflutet werden. Die Kanalstraße verlief von der Herrnstraße, deren erster Teil seit der Umstrukturierung Stollbergstraße heißt, und kreuzte sowohl die Hildegardstraße als auch die Galeriestraße. Diese setzte sich ursprünglich bis zum Bau des Altstadtrings weiter nach Osten bis zur Wagmüllerstraße im Lehel fort, aber endet seitdem an der Bayerischen Staatskanzlei. Ihre Fortsetzung heißt – nach einer Unterbrechung von ca. 200 m – seitdem Unsöldstraße. Die Kanalstraße kreuzte dann die Sigmundstraße, bis sie die Prinzregentenstraße erreichte. Der Straßenzug nördlich des Karl-Scharnagl-Rings wurde aber bereits 1888 in Seitzstraße umbenannt.
Die Alte Synagoge Ohel Jakob (hebräisch אהל יעקב Zelt Jakobs) an der Herzog-Rudolf-Straße Nr. 1 war die Synagoge des orthodoxen Teils der Israelitischen Kultusgemeinde. Im Haus Nr. 5 befand sich bis zur Zeit des Nationalsozialismus die jüdische Volksschule. Bei den Novemberpogromen 1938 wurde die Synagoge in der Pogromnacht vom 9. auf den 10. November 1938 vom Stoßtrupp Adolf Hitler in Brand gesetzt. Anschließend wurde sie abgerissen. Die 2007 neu erbaute Synagoge am St.-Jakobs-Platz trägt mit Ohel Jakob den gleichen Namen wie die 1938 zerstörte Synagoge.

## Lage
Die Herzog-Rudolf-Straße verläuft von der  Maximilianstraße in nordöstlicher Richtung bis zum Karl-Scharnagl-Ring.

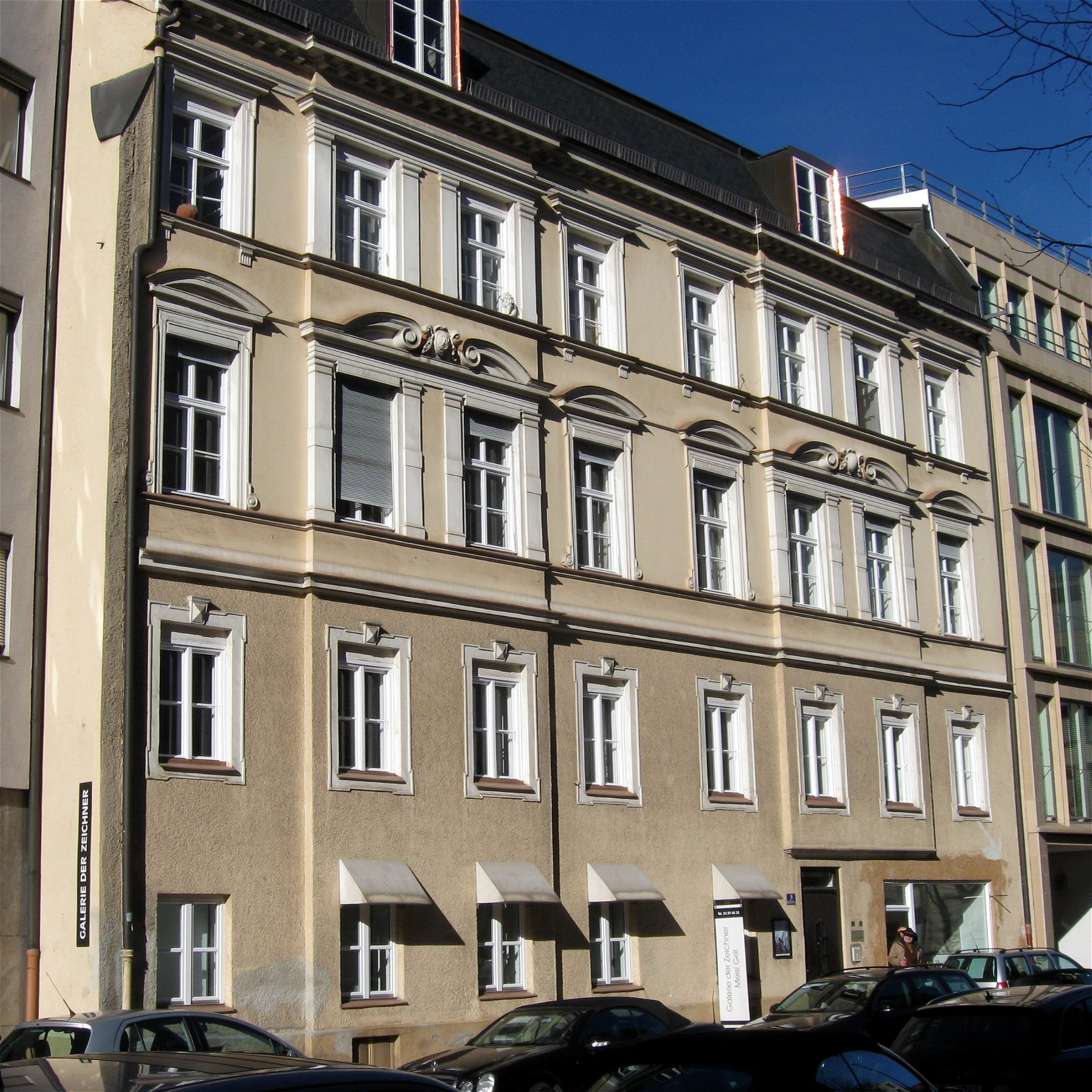
Herzog-Rudolf-Straße 9; Mietshaus im Neurenaissance-Stil, Ende des 19. Jahrhunderts
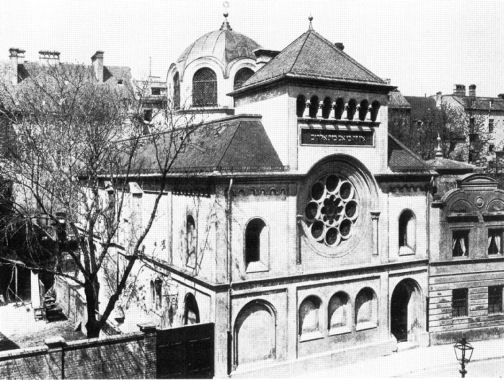
Alte Synagoge Ohel Jakob, (1892–1938)
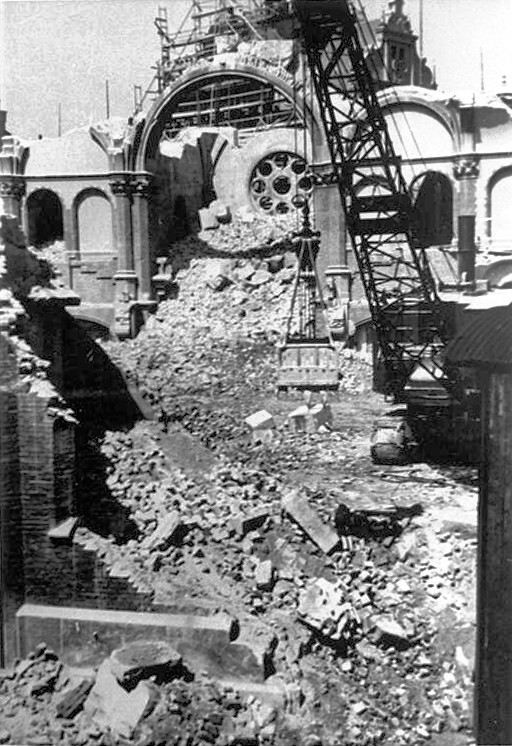
Zerstörung der Synagoge nach dem Brand
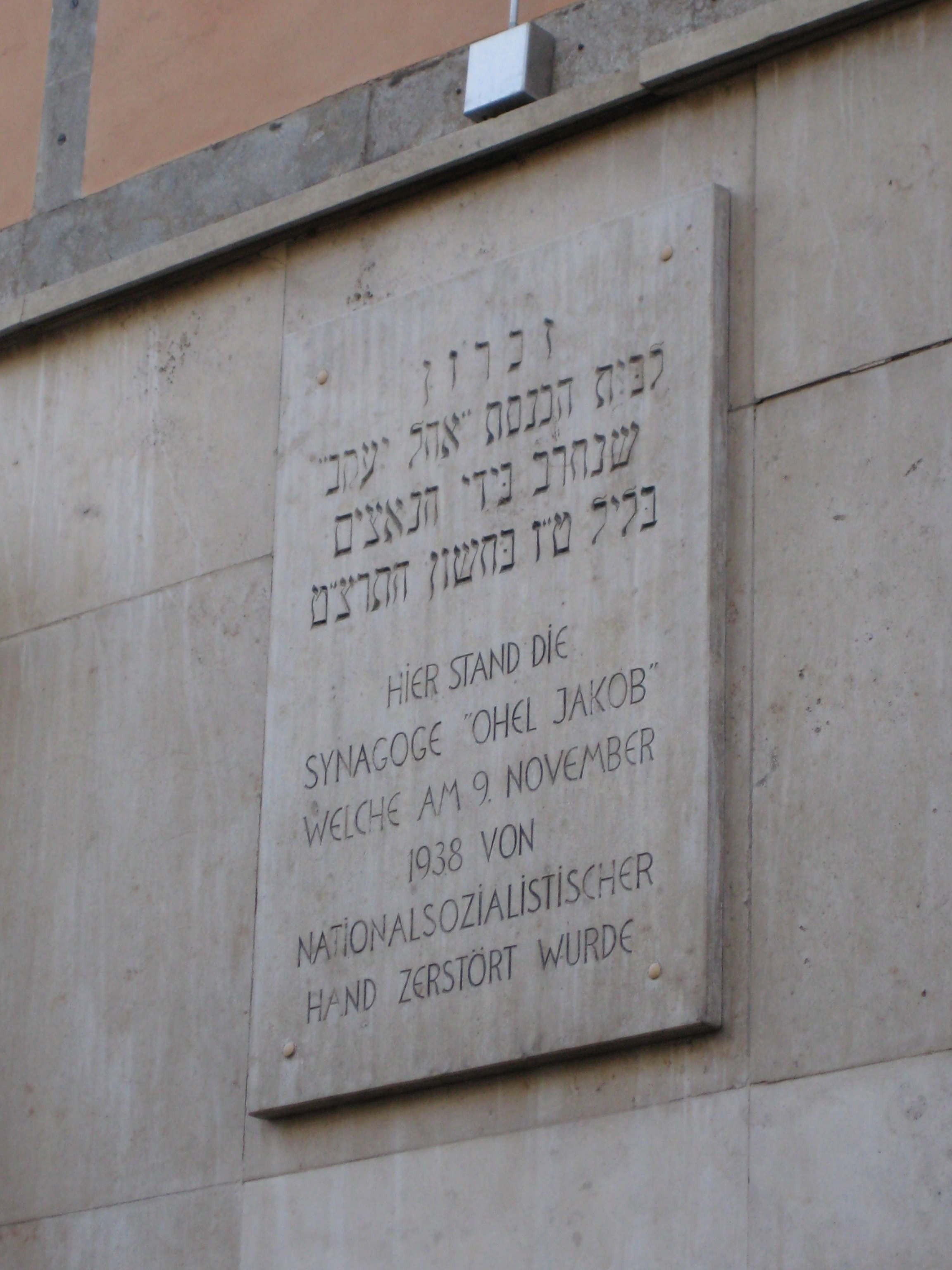
Gedenktafel an der Herzog-Rudolf-Straße Nr. 1